# František Šebela (kněz)
František Šebela (7. října 1858 Ježkovice – 28. února 1934 Újezd u Černé Hory) byl římskokatolický kněz, farář, konsistoriální rada.

## Mládí
Narodil se do rodiny rolníka a tkalce Jana Šebely a Barbory rozené Oujezké. František byl z početné rodiny. Po studiích byl vysvěcen na kněze 26. července 1885 v Brně.

### Kaplan
Dne 9. září 1885 začal působit jako kooperátor u konsistoriáního rady, faráře Jana Václava Materny v Otnicích. Kromě pastorační činnosti se hodně věnoval mládeži a spolkovému životu. V sousedních Milešovicích byl z jeho iniciativy založen roku 1893 hřbitov, předtím se pohřbívalo jen v Otnicích. Hřbitov v Milešovicích byl slavnostně vysvěcen listopadu 1893. V květnu 1898 Jan Václav Materna zemřel.
Kaplan František Šebela byl mezi farníky mimořádně oblíben a těšil se značné důvěře. Představitelé obcí Otnice, Milešovice a Lovčičky se obrátili na Jana knížete z Lichtenštejna s prosbou, aby bylo uprázdněné místo obsazeno právě Šebelou.

### Kněz
Administrátorem byl jmenován 4. května 1898 a následně po odeslaných žádostech 4. září 1898 byl definitivně ustanoven farářem v Otnicích. Přičiněním jeho, sbírkami a dary od šlechetných dárců byl v roce 1887 opraven filiální kostel v Lovčičkách. V následujících letech sbírkami a jeho zásluhou byly pořízeny nové varhany a nový zvon a později také nová cementová dlažba. Také jeho zásluhou byla v Lovčičkách zřízena roku 1892 ze školy jednotřídní škola dvoutřídní. V roce 1896 byl jmenován čestným občanem Lovčiček. Lid otnické farnosti k P. Františku Šebelovi zcela přilnul, a s důvěrou se k němu obracel o radu a pomoc.
Také v Otnicích bylo postupně obměňováno vnitřní vybavení kostela, většinou za nemalého přispění farníků. V roce 1898 byl z darů a ze zisku několika dobrovolných sbírek pořízen nový oltář Božího hrobu. Za zmínku též stojí, že v roce 1895 byla “Na Pančavě” postavena kaplička Srdce P. Marie. V roce 1899 byla fara v Otnicích i s hospodářským stavením důkladně opravena. Další stavební práce na farní budově proběhly za jeho působení v letech 1913 a 1921.
Roku 1899 založil Spořitelní a záloženský spolek v Otnicích. Pro obce Otnice, Lovčičky a Milešovice. Zpočátku byl jeho starostou. Úřadovna společenstva byla až do roku 1926 na faře. Představenstvo spolku s výjimkou pokladníka nebylo placeno.
V roce 1902 P. František Šebela přizval na krátkou výpomoc do farnosti svého synovce, v té době novosvěcence Aloise Šebelu.
Roku 1910 byl P. František Šebela jmenován auditorem biskupské konzistoře a roku 1913 pak konsistoriálním radou.
V těžkých dobách 1. světové války byl P. František svým farníkům rádcem a také pomocníkem, neboť dobře znal jejich problémy.
Po válce v Otnicích byla uspořádána slavnost zasazení lip svobody dne 4. května 1919. Této slavnosti se zúčastnili: obecní výbor, učitelský výbor se žactvem, Sbor dobrovolných hasičů, Čtenářskopěvecký spolek, Všeodborové sdružení křesťanského dělnictva, Organizace sociálnědemokratická, jakož i ostatní občanstvo. Zasazeny byly čtyři lípy vedle fary na místě vyhlédnutém pro „pomník padlých“. Před sázením lip promluvili o významu slavnosti řídící učitel Ignác Jakob, konsistoriální rada P. František Šebela a všemi přítomnými byly zazpívány národní hymny a píseň „Hej, Slované”.

### Odchod na odpočinek
P. František Šebela působil ve farnosti 43 let. Dne 1. listopadu 1928 odešel na odpočinek do Újezdu u Černé Hory. Dožil tam v péči rodiny Filkových v č.p. 5, kterému se říkalo „malá fara“.
Zemřel 28. února 1934 a pochován je na hřbitově v Újezdu u Černé Hory - hrob č. E39.